# Качур, Руслан Анатольевич
Русла́н Анато́льевич Ка́чур (укр. Руслан Анатолійович Качур; род. 9 июня 1982, Багачево, Черкасская область) — украинский футболист, игравший на позиции нападающего.

## Игровая карьера
Воспитанник ДЮСШ города Ватутино. Первый тренер: О. В. Ткаченко. Во время обучения в черкасском государственном педагогическом университете, выступал в чемпионате области за местный «Химик». Результативная игра футболиста в 2003 году привлекла к нему внимание главного тренера ФК «Черкассы» Сергея Пучкова, и он предложил Качуру попробовать себя на профессиональном уровне. В «Днепре», как со временем стала называться команда, нападающий провёл четыре с половиной сезона. В этот период черкасский коллектив второй лиги выходил в 1/8 финала Кубка Украины 2004/05 годов, одержав в 1/16 финала победу над бронзовым призёром чемпионата — одесским «Черноморцем» и лишь в серии послематчевых пенальти уступилв симферопольской «Таврии». Становился победителем чемпионата Украины среди команд второй лиги 2005/06 годов. В сезоне 2007/08 после очередной смены на тренерском мостике «Днепра» футболист начал получать всё меньше игровой практики, и потому вынужден был сменить команду. Полгода играл в Азербайджане за «Симург», а затем вернулся на Украину, где продолжил свои выступления в овидиопольском «Днестре». Далее играл в первой лиге за «Ниву» (Винница) и «Гелиос» (Харьков). В составе винничан становился обладателем Кубка лиги 2010 года. В первом сезоне за «Гелиос» забил 7 голов в 32 матчах. Второй сезон нападающий провалил, забив только один мяч в Кубке. В стартовых турах чемпионата 2013/14 Качур тоже не впечатлял, но первый же его выход в основном составе обернулся победным голом в ворота «Десны», а затем в шести матчах подряд форвард забивал в ворота соперников. До конца сезона он довёл свой счёт до 12 голов, став вторым бомбардиром лиги в сезоне, а также забил самый красивый мяч чемпионата (через себя в ворота «Николаева»).
В августе 2014 года, Руслан перешёл в узбекский клуб Навбахор, где уже во втором матче за свою новую команду отличился четырьмя забитыми голами в ворота ФК «Бухара», принеся победу своей команды над соперником со счётом 4:1. В элитном дивизионе Узбекистана Качур отыграл до конца сезона.
В 2015 году получил приглашение от одного из руководителей «Черкасского Днепра» Юрия Николаевича Колесника и главного тренера этой команды Игоря Столовицкого, после чего вернулся в Черкассы. С этим клубом в сезоне 2014/15 годов во второй раз стал победителем турнира второй лиги.

## Достижения
Днепр (Черкассы)
- Победитель Второй лиги Украины: 2005/06

Нива (Винница)
- Серебряный призёр Второй лиги Украины: 2009/10
- Обладатель Кубка украинской лиги: 2009/10

Черкасский Днепр
- Серебряный призёр Первой лиги Украины: 2015/16
- Победитель Второй лиги Украины: 2014/15